# Stefano Douayhy
Stefano El Douaihy (in arabo اسطفانوس الثاني بطرس الدويهي‎?; Ehden, 2 agosto 1630 – Qannoubine, 3 maggio 1704) è stato un patriarca cattolico libanese, patriarca di Antiochia dei Maroniti, venerato come beato dalla Chiesa cattolica.

## Biografia
Stefano El Douaihy nacque a Ehden (nord del Libano) il 2 agosto 1630, da una famiglia di origine aristocratica che aveva già dato alla Chiesa numerosi prelati.

### Formazione
Rimase orfano  a soli tre anni, ma ricevette una formazione culturale e cristiana adeguata. Ebbe molti doni naturali, che dimostrò fin dagli anni giovanili. Questo gli permise, grazie all'attenzione ricevuta dal vescovo Elias e dal patriarca Gergès Amira, entrambi originari di Edhen, di essere inviato a studiare presso il collegio Maronita di Roma, fondato nel 1584 da Gregorio XIII.
Giunse a Roma nel 1641, distinguendosi subito tra i suoi compagni di studi per spirito di pietà e disciplina, modestia e rispetto verso professori e compagni, ottenendo nello stesso tempo ottimi risultati scolastici. 
Fu colpito da una grave malattia che rischiò di portarlo alla cecità totale tanto che il superiore del collegio decise di rimandarlo in Libano. In quei frangenti chiese alla Vergine Santissima, la guarigione e ottenutala fu in grado di continuare gli studi che completò nel 1650 conseguendo a Roma il dottorato in Filosofia.
Data la sua preparazione,  ricevette molti inviti a rimanere in Europa e a dedicarsi all'insegnamento della Filosofia, sia da parte dei membri della “Propaganda Fide”, sia da parte dei Gesuiti. Proposte che vennero rifiutate da Douaihy, il quale decise di rimanere a Roma, ancora per qualche tempo, ma solo per raccogliere materiale per i suoi lavori e studi per la Comunità Maronita.

### Presbiterato
Rientrato in Libano il 3 aprile 1655, dove si occupò della formazione pastorale dei ragazzi di Ehden e l'anno seguente, precisamente il 25 marzo 1656, venne ordinato sacerdote continuando a dedicarsi alla cura pastorale della gioventù.
Nel 1657, si recò ad Aleppo in Siria, per aiutare il vescovo Andraas Akhijan, che divenne più tardi il primo patriarca della Chiesa cattolica sira. Sul finire di quell'anno tornò a Ehden dedicandosi a restaurare il convento Mar Ya'coub al-ahbach nel quale insegnava “il catechismo e le buone maniere” agli studenti locali. Continuò gli studi che lo portarono alla compilazione di un dizionario siriaco-arabo, e preparò molti scritti e opere di carattere liturgico. 
Si impegnò molto nella predicazione presso la locale chiesa Maronita, insegnando il Primato della Chiesa Romana e  della fede da essa predicata. 
Tornato in Libano, venne accolto tra i Missionari di “Propaganda fide” in oriente e fu costretto a rifugiarsi a Jeita a causa delle persecuzioni turche contro i cristiani. Anche qui si dedicò all'insegnamento.
Nel 1660 il patriarca Jirjis Rizqallah gli assegnò l'incarico di Visitatore Patriarcale a Chouf e altre località a sud del paese. Nel 1661 fu nominato parroco della comunità di Arddeh e dei vicini villaggi, servizio pastorale che egli portò avanti con costanza e zelo fino al 1663 quando ritornò ad Aleppo. 
Qui si dedicò ad animare la preghiera, a celebrare l'eucaristia, all'insegnamento nella scuola, alla visita agli infermi, all'attività pastorale con i giovani e all'opera di pacificazione nelle varie contese esistenti. Organizzò cicli di predicazione e incoraggiò i missionari latini ad imparare  l'arabo “per farsi comprendere dalle popolazioni locali”.

### Episcopato
Lasciato Aleppo fece ritorno in Libano, dove, l'8 luglio 1668 fu elevato alla dignità episcopale in qualità di vescovo della arcieparchia di Cipro, succedendo al vescovo Sarkis Al Jamri. Durante la sua permanenza si occupò della visita alla Diocesi e della cura e correzione di alcuni libri liturgici.

#### Patriarcato
Nel maggio del 1670 venne eletto patriarca dei Maroniti e due giorni dopo a Qannoubine fu insediato solennemente nella sua carica. Inizialmente la sua nomina non riscosse grandi consensi soprattutto da parte di alcuni notabili della comunità. Tra costoro figurava anche Abou Nawfal El Khazen, che era il console francese a Beirut, ma una volta incontratolo, ne ebbe subito stima e divenne un suo ammiratore.

A causa della difficile situazione politica del momento, fu costretto a recarsi presso il convento Mar Chatilla Moqbeth, lasciando così Qannoubine per farvi ritorno nel 1672. Il 14 marzo Propaganda Fide comunicò al sommo pontefice Clemente X, che era stato eletto quale patriarca Maronita e il 2 dicembre 1672 gli fu concesso il Pallio, che ricevette il 6 ottobre 1673.
Negli anni che seguirono dovette affrontare numerose prove a causa della situazione difficile del suo paese sotto la dominazione degli ottomani.
Morì il 3 maggio 1704 a Qannoubine.

## Culto
Già alla sua morte Douayhy era ritenuto in odore di santità.
Il 3 luglio 2008 papa Benedetto XVI ha autorizzato la promulgazione del decreto sull'eroicità delle virtù del patriarca, riconoscendogli il titolo di venerabile.
Il 14 marzo 2024 papa Francesco ha riconosciuto un miracolo avvenuto per sua intercessione, aprendo la strada alla sua beatificazione. Douayhy è stato poi proclamato beato il 2 agosto successivo durante una cerimonia svoltasi nel palazzo patriarcale di Bkerké e presieduta dal cardinale Marcello Semeraro, prefetto del Dicastero delle cause dei santi.

## Genealogia episcopale e successione apostolica
La genealogia episcopale è:
- Patriarca Youhanna Boutros Bawwab el-Safrawi
- Patriarca Jirjis Rizqallah
- Patriarca Stefano Douayhy

La successione apostolica è:
- Vescovo Lucas Korbassi (1671)
- Vescovo Butros Makluf (1674)
- Vescovo Youssef Bin Barbour Assem’ani al Hasrouni (1675)
- Vescovo Youhanna Ibrahim (1677)
- Vescovo Boutros Ehdeni (1680)
- Vescovo Youssef Moubarak al Rayfouni (1683)
- Vescovo Hanna Mouhasseb (1689)
- Vescovo Gerges Obeid Binyamin al Ehdeni (1690)
- Vescovo Gabriel Douaihy (1690)
- Vescovo Youhanna Habqoug Albecha'alani (1691)
- Arcivescovo Youssef Acchami (1691)
- Vescovo Julian Ramirez, O.F.M. (1691)
- Vescovo Youssef Suleiman (1695)
- Patriarca Yaaqoub Boutros Awwad (1698)